# Palais Augarten
Palais Augarten je městský palác s parkem ve vídeňské čtvrti Leopoldstadt.

## Dějiny
V důsledku reformy na pokyn císaře Karla VI., byly roku 1712 barokní zahrady přeměněny na park ve francouzském stylu, podle plánu zahradního architekta Jeana Treheta. Při tom vzniklo několik menších i větších paláců, kdy největší z nich byl vystavěn těsně před koncem 17. století architektem Johannem Bernhardem Fischerem z Erlachu pro radního Zachariase Leeba.
V roce 1780 se palác stal majetkem Josefa II. Až do začátku 20. století palác patřil rakouské císařské rodině. Budova byla svědkem četných slavností, kterých se účastnili mj. Richard Wagner, Franz Liszt či Hans Makart.
Nejvýznamnější slavnost v palác Augarten se konala roku 1873 u příležitosti Světové výstavy ve Vídni. Tehdejšími vzácnými hosty byli císař František Josef I. a ruský car Alexandr II. V roce 1897 byl palác proměněn arcivévodou Otou, synovcem císaře Františka Josefa. 1. září 1903 zde uspořádal císař rodinný oběd pro krále Eduarda VII. při jeho oficiální návštěvě Vídně.
Za první světové války v paláci Augarten nechala Marie Josefa Saská vytvořit vojenský špitál.
V letech 1934 až 1936 palác hostil rakouského kancléře Kurta von Schuschnigg. Během druhé světové války byla stavba těžce poškozena, po válce však byla zcela restaurována. V roce 1948 byl palác předán k užívání Vídeňskému chlapeckému sboru.